# Брюэр, Джин
Джи́н Брю́эр (англ. Gene Brewer) — американский писатель, автор серии книг «Ка-Пэкс». По образованию биолог, и до того, как стать писателем, занимался научной деятельностью.
В 2001 году вышел фильм «Планета Ка-Пэкс», который является экранизацией первого романа серии «Ка-Пэкс».

### Серия Ка-Пэкс
- Ка-Пэкс (K-PAX) (1995)
- На луче света (On a Beam of Light) (2001)
- Миры Прота (Worlds of Prot) (2002)
- Новый гость с созвездия Лира (A New Visitor From The Constellation Lyra) (2007)
- Пришествие Баллоков (K-PAX V: The Coming of the Bullocks) (2014)

### Другие произведения
- Убийство на острове Спрус (Murder On Spruce Island) (2006)
- Несправедливая смерть (Wrongful Death) (2006)
- Бэн и я (Ben and I) (2006)
- Бог Уотсона (Watson’s God) (2007)
- Американский путь. Политически некорректная сатира (The American Way: A Politically Incorrect Satire) (2007)

### Нехудожественная литература
- Создание Ка-Пэкс: или, вы уверены, что хотите быть писателем? (Creating K-PAX: or, Are You Sure You Want To Be A Writer?) (2005)